# Riu Fars
El Fars - Фарс (rus) - és un riu de Rússia que passa per la República d'Adiguèsia i pel krai de Krasnodar. És un afluent del Labà, de la conca hidrogràfica del riu Kuban. Té una conca de 1.450 m². El seu nom deriva d'un mot osseta que vol dir 'costat'.
Neix als vessants septentrionals del Caucas, al nord-est d'Ust-Sakhrai. Baixa per les muntanyes i s'endinsa al krai de Krasnodar, fent de frontera natural entre aquest territori i la República d'Adiguèsia. Torna a la república fins a desembocar al Labà, a 2,5 km al nord-est de Pxizov.
Els seus principals afluents són, per l'esquerra, el Mamriuk, el Bogatirka, el Jeptiak, el Mali Fars; i per la dreta, el Pséfir, el Sultanka, el Nadzorka i el Zeral.
El riu Fars passa per les següents poblacions: Novosvobódnaia, Makhoixevskaia, Iaroslàvskaia, Triókhretxni, Tambovski, Kàrtsev, Kozopolianski, Iekaterínovski, Xixkinski, Kurski, Serguíevskoie, Dondukóvskaia, Krasni Fars, Drujba, Novoalekséievski, Plodopitomnik, Dmítrievski, Otradni, Politotdel, Khatxemzi, Djerokai, Svobodni Trud, Mamkheg, Khakurinokhabl, Kabekhabl, Pxitxo i Khatajukai.